# Боје насиља
Боје насиља (енгл. Colors) је амерички криминалистички драмски филм Дениса Хопера из 1988. године, по сценарију Мајкла Шифера.
Радња филма се одвија у четвртима Лос Анђелеса повезаних са бандама: касних 1980-их, јужном централном Лос Анђелесу, Ехо парку, Вестлејку и источном Лос Анђелесу. У средишту филма је Боб Хоџис (Дувал), искусан К.Р.А.С.Х. полицајац, и његовог партнера почетника, Денија Мекгевина (Пен), који покушавају да зауставе насиље банди између Бладса, Крипса и Хиспаноуличних банди. Боје насиља је поново покренуо каријеру Хопера као режисера 19 година након Голи у седлу и инспирисао дискусију о његовом приказу живота банди и насиља у бандама.

## Радња
Два полицајца, „ујак“ Боб Хоџис, угледни полицајац ЛАПД-а и вијетнамски ветеран, и почетник Дени МекГевин, управо су се удружили у К.Р.А.С.Х. јединици која патролира северозападним Л.А., источним Л.А. и јужним централним Л.А.
Старији полицајац је цењен на локалним улицама. Он је на површини дипломатски, проповеда „добар однос“ члановима банде како би их охрабрио да понуде помоћ када је заиста потребна. Хоџис признаје да сваку акцију коју предузимају полицајци пажљиво проверавају људи којима покушавају да помогну. Свој поглед на полицију Хоџис објашњава свом младом партнеру у шали о биковима и кравама.
Иако се пар брзо спаја, чини се да су животне лекције изгубљене са агресивним МекГевином, чији му вратоломни поступци убрзо доносе озлоглашеност међу члановима банде и људима, као што је напад на уметника графита прскајући му очи бојом из лименке. МекГавин разбија њихов први необележени аутомобил током потере. Његова замена је живо жуте боје, што је довело до тога да су МекГевину дали надимак „Пек-Мен“ од стране полицајаца и чланова банде.
МекГевин има краткотрајну романсу са конобарицом по имену Луиза која, попут увређеног Хоџиса, осећа тежину личности Пакмена. Усред напетости ових односа, убиство члана Бладс банде ескалира напетост између две друге уличне банде. Низ наизглед насумичних инцидената кулминира са два партнера усред Крипса, Бладса и Хиспанског Барио рата.
Банда 21. улице, коју предводи криминалац по имену Жаба, покушава да преговара о миру сличном Хоџису и да се клони сукоба. Да би заштитио свог партнера, Хоџис несвесно разоткрива Жабу као свог извора о шеми вође Крипса Ракета да убије МекГавина. Свака група покушава да исправи неправде против својих екипа, док полиција настоји да спречи убиство и одржи свој ауторитет над екипом.
На крају, јединица прелази на потенцијалну последњу посаду - банду 21. улице. Приликом хапшења Жабе, Хоџиса смртно рани наоружани нападач из 21. уличне банде, под надимком „Птица“, покушавајући да убије МекГевина. Док су лекари на путу, МекГавин теши Хоџиса и сломи се од жаљења док старији партнер пада у делиријум и умире.
Нешто касније, резервисанији МекГавин има партнера почетника, црног полицајца који је одрастао у комшилуку где патролирају и имају став попут „Пек-мена“. МекГавин му прича исти виц о биковима који га је научио Хоџис, а млађи официр узвраћа на исти начин као и млади МекГевин. Филм се завршава тако што МекГевин размишља о циклусу док пар вози даље и наставља своју патролу.

## Улоге
| Глумац                | Улога                                                   |
| --------------------- | ------------------------------------------------------- |
| Шон Пен               | полицајац Дени „Пек-Мен” МекГевин                       |
| Роберт Дувал          | полицајац Боб Хоџис                                     |
| Марија Кончита Алонзо | Луиза Гомез                                             |
| Ренди Брукс           | Рон Дилејни                                             |
| Дон Чидл              | „Ракета”                                                |
| Глен Пламер           | Кларенс „Хај-топ” Браун                                 |
| Тринидад Силва        | Лео „Жаба” Лопез                                        |
| Гренд Л. Буш          | Лери „Луни-тунс” Силвестер                              |
| Дејмон Вејанс         | „Ти-боун”                                               |
| Леон Робинсон         | „Килер би”                                              |
| Ромео Де Лан          | Фелипе Лопез                                            |
| Херардо Мехија        | „Птица”                                                 |
| Тони Тод              | вијетнамски ветеран                                     |
| Чарлс Вокер           | Рид                                                     |
| Кортни Гејнс          | „Вајти”                                                 |
| Марио Лопез           | члан банде 21. улице                                    |
| Карла Монтана         | Локита                                                  |
| Брајан Дејвис         | Роберт „Ар-Си” Крег                                     |
| Сај Ричардсон         | О.С.С. наредник Бејли Одељење шерифа округа Лос Анђелес |
| Шерман Огастас        | полицајац Портер                                        |
| Руди Рамос            | поручник Мелиндез                                       |
| Лоренс Кук            | полицајац Јанг                                          |
| Р. Д. Кол             | полицајац Расти Бејнс                                   |
| Кларк Џонсон          | полицајац Ли К.Р.А.С.Х. јединица                        |
| Џек Ненс              | полицајац Самјуелс                                      |
| Дејвид Рејнр          | Џеј Си                                                  |